# Принц Лестат
«Принц Леста́т» (англ. Prince Lestat) — роман американской писательницы Энн Райс, одиннадцатая часть серии «Вампи́рские хро́ники», следующая после романа «Крова́вый гимн».

## Персонажи

### Основные персонажи
- Лестат де Лионкур (англ. Lestat de Lioncourt) — главный герой романа и большинства предыдущих произведений серии.
- Дэвид Тальбот
- Джесси Ривз
- Арман (Амадео, Андрей)
- Мариус Римский
- Виктор де Лионкур
- Амель
- Бэнджи Махмуд
- Рошаманд
- Фарид
- Луи де Пон дю Лак

### Второстепенные персонажи
- Пандора
- Бенедикт
- Эверар
- Роуз
- Сет
- Сирил
- Антуан
- Грегори
- Гремт

## Сюжет
Мир Детей Ночи замер в предчувствии очередной катастрофы: число обращений новых вампиров быстро растет, а высокие технологии очень упрощают им общение. Но вдруг загадочный Голос пробуждает Древних, которые, ведомые им одним известными мотивами, развязывают междоусобную войну. Голос приказывает им жестоко убивать молодых вампиров, расправляясь с ними Огненным Даром.
Новая Королева Проклятых, рыжеволосая ведьма Мекаре, исчезает вместе со своей сестрой Маарет. Вампиры, покинутые своими предводителями, обращаются в панику и бегство по всему миру. Дети тысячелетий, древние вампиры, собираются в Нью-Йорке, в доме Армана, Луи, Бенджи и Сибель, дабы решить как противостоять Голосу и убедить Лестата взять на себя бразды правления вампирским миром. Ведь его судьба стать Принцем. Принцем вампиров.